# Anthurium multisulcatum
Anthurium multisulcatum är en kallaväxtart som beskrevs av Adolf Engler. Anthurium multisulcatum ingår i släktet Anthurium och familjen kallaväxter. Inga underarter finns listade.